# المصبار (الحديدة)

تعديل مصدري - تعديل

المصبار هي إحدى قرى مديرية المراوعة، التابعة لمحافظة الحديدة اليمنية، بلغ تعداد سكانها 1349 نسمة حسب الإحصاء الذي أجري عام 2004.